# Gare du Grand Tronc (Mechanic Falls)
La gare du Grand Tronc était un lieu historique à Mechanic Falls dans l'État du Maine. La station, située sur la rue Elm, a été construite en 1883 par le chemin de fer du Grand Tronc reliant Mechanic Falls avec Montréal et Portland (Maine). Le village fut nommé Mechanic Falls en honneur des mécaniciens qui y travaillaient durant la révolution industrielle. Le village se développa surtout après l'arrivée du Chemin de fer Saint-Laurent & Atlantique vers la fin de 1840. Le chemin de fer ouvrit le village aux affaires et aux commerces entre Portland et Montréal.
Après l'arrêt des services ferroviaires à la gare en 1965, elle fut démolie en 1968. Seul, le dépôt de marchandises survécut, et est maintenant habité comme demeure.

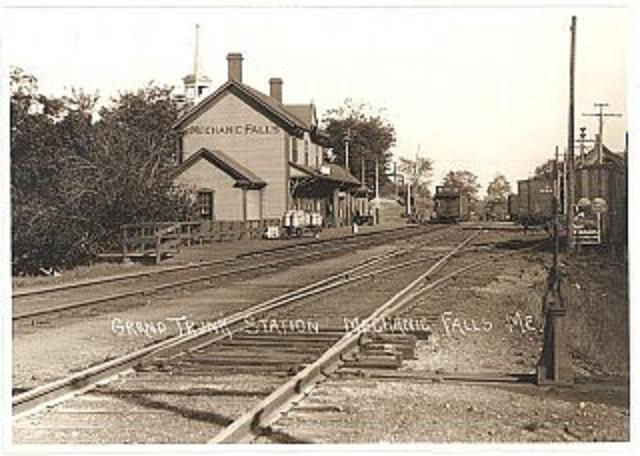
Station du Grand Tronc en 1913
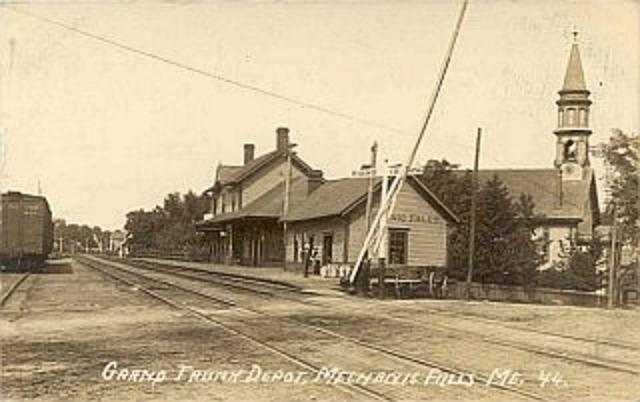
Dépôt du Grand Tronc en 1913
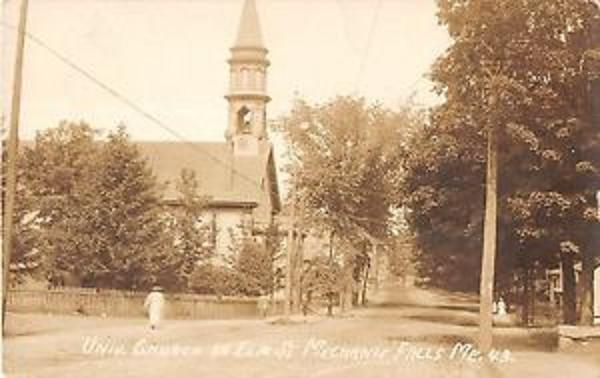
Église de la rue Elm derrière la gare
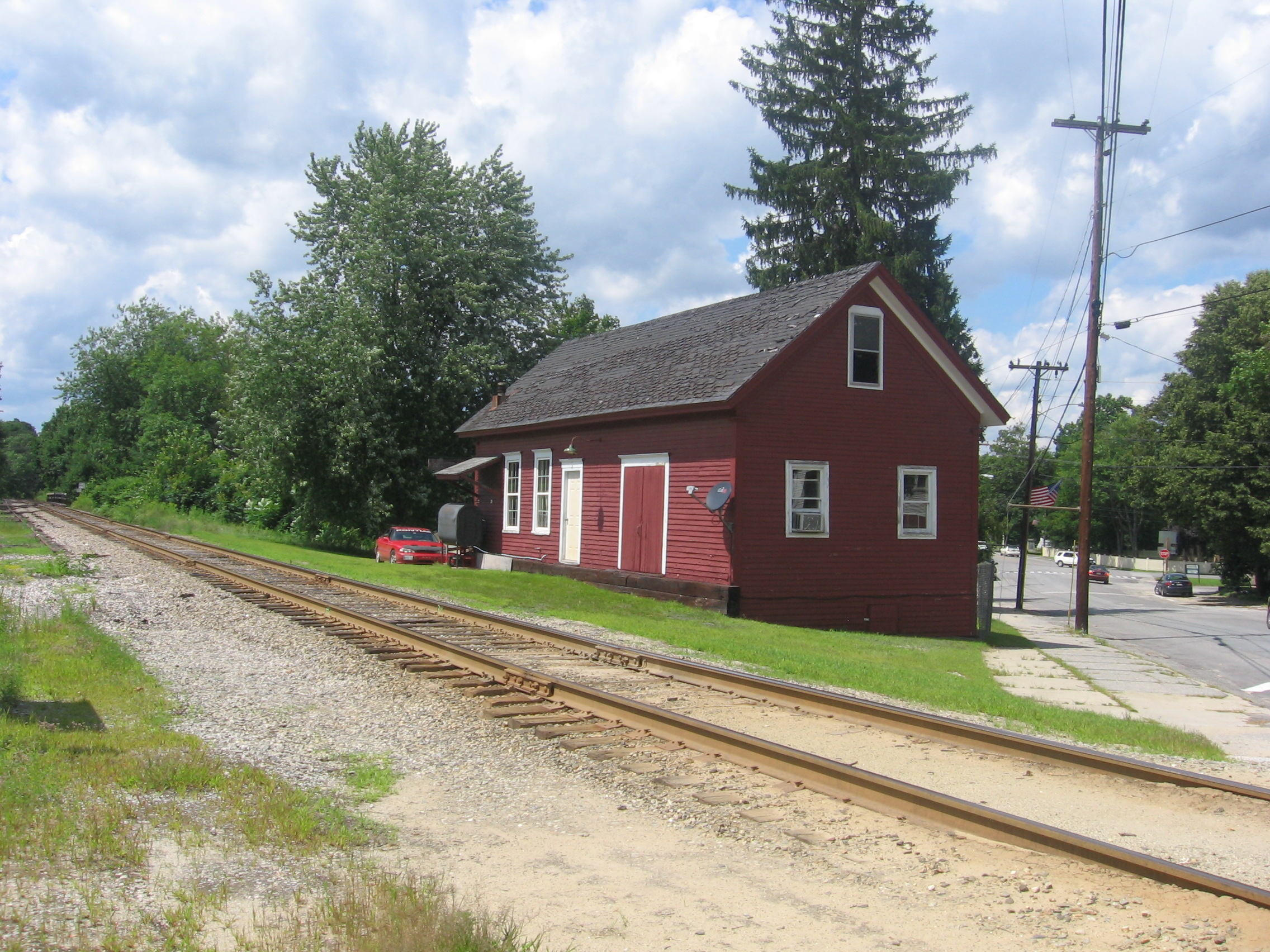
Dépôt du Grand Tronc aujourd'hui